# Adam Wielowieyski
Adam Wielowieyski (ur. 18 września 1928 w Warszawie, zm. 21 września 2015) – polski dziennikarz radiowy i reportażysta. Zawodowo przez przeszło 40 lat związany z Polskim Radiem.

## Życiorys
Urodził się 18 września 1928 w Warszawie, w rodzinie płk. Władysława Wielowieyskiego i Elżbiety z domu Rostworowskiej (1904–1994). Brat Andrzeja (1924–1944), który zginął w obozie koncentracyjnym, oraz Anny po mężu Kołaczyk.
Od 1954 był dziennikarzem i reportażystą radiowym, kolejno w Rozgłośni Polskiego Radia w Zielonej Górze (do 1965), we Wrocławiu (1965–1974), w Białymstoku (1975) i Warszawie, gdzie od 1975 do 1983 pracował w Naczelnej Redakcji Literackiej Polskiego Radia. W latach 1984–1989 kierował reaktywowaną po stanie wojennym redakcją reportaży Polskiego Radia, którą odtwarzał jako część Programu IV.
Przez wiele lat współpracował z Witoldem Zadrowskim, wraz z którym stworzył wiele nagradzanych reportaży radiowych, niektóre z nich zostały opublikowane w tomach zbiorowych „Wiedzą sąsiedzi” (1974) i „Odnaleźć siebie” (1979). W 1979 wraz z Witoldem Zadrowskim otrzymali wyróżnienie w konkursie Prix Futura w Berlinie Zachodnim za reportaż „Trzy opowieści o Ziemi i Niebie”. W 1991 został nagrodzony Złotym Mikrofonem, a w 1998 otrzymał Odznakę Honorową ZAiKS-u.
Był wieloletnim członkiem Stowarzyszenia Autorów ZAiKS w sekcji Autorów Prac Publicystycznych.
Dwukrotnie żonaty. Ze związku z Reginą Lewandowską (ur. 1938) miał syna Macieja, ze związku z Grażyną Augustyn (ur. 1949) - córkę Karolinę Marię.
W połowie lat 90. XX wieku ciężko zachorował i stracił głos. Zmarł 21 września 2015, pochowany na cmentarzu Powązkowskim w Warszawie (kwatera 284 a wprost-5-28,29).

## Twórczość

### Reportaże radiowe
- Żywioł (1968)
- Perliczki latają nisko (1969)
- Sprawa Roberta Jordana (1970)
- Przystanek przy bocznej ulicy (1973)
- Trzy opowieści o ziemi i niebie (1979)

### Reportaże telewizyjne
- Proboszcz (1966)
- Mezalians (1972)
- Ptakiem bym się stała (1975)